# Claudiella ingens
Claudiella ingens (лат.) — вид водных жуков из семейства Torridincolidae подотряда миксофага. Эндемик Бразилии. Мелкие водные жуки, длина 1—2 мм. Ноги длинные, голени узкие; лапки из 4 члеников; проксимальные тарсомеры короткие, дистальные два тарсомера вытянутые. Брюшко личинок из 9 видимых сверху сегментов. Усики очень короткие, состоят из 9 сегментов. На всех стадиях развития являются водными обитателями, питаются водорослями. Встречаются в быстрых водных потоках. Обнаруженные в Бразилии (Grão Mogol, Serra do Cabral, Minas Gerais, Brazil) личинки и куколки Claudiella ingens оказались очень сходными в строении с видами Iapir borgmeiri (Reichardt & Vanin, 1976) и Iapir  britskii (Reichardt & Costa, 1967).